# 緑新聞社
緑新聞社（みどりしんぶんしゃ）は、東京都千代田区に本社を置く企業である。月2回発行の緑新聞を発行するほか、一般書籍の発行などを行っている。

## 会社概要
- 創業 1967年
- 資本金 1000万円
- 所在地 〒101-0025
- 東京都千代田区神田佐久間町２－７　第６東ビル４０３

## 緑新聞
かつては喫煙具専門新聞であったが現在は喫煙具と業界全体を取り上げる新聞へと変わる。1987年に喫煙具工芸新聞を現在の名に変更した。「緑新聞は『嗜好の自由』を守り、前進します」とのキャッチフレーズのもと、たばこ販売店などに購読層をもつ。

## その他
- 2007年から自費出版部門にも参入した
- CSRの一環として難民を助ける会、ちよだニャンとなる会に参加・協力している。